# Eynatten
Eynatten ist ein Dorf im Osten Belgiens. Der rund acht Kilometer südlich von Aachen entfernte Ort ist seit der Gemeindefusion von 1977 ein Ortsteil von Raeren und liegt in der Deutschsprachigen Gemeinschaft. Die Postleitzahl lautet 4731.
Die Bevölkerung setzt sich aus den Bewohnern von Lichtenbusch und Eynatten zusammen. Die Einwohnerzahl lag Mitte 2002 bei 3413 Einwohnern.
Eynatten liegt auf einer Höhe von 260 bis 280 m ü.d.M und befindet sich in einer Region, die hauptsächlich von Landwirtschaft geprägt ist, speziell durch Milchproduktion.
Das Landschaftsbild wird von Grünland, dem Tal der Göhl und durch bewaldete Hügel beherrscht.

## Geschichte
Die ältesten historischen Funde stammen aus der Steinzeit; für die spätere Zeit wird eine römische Besiedlung vermutet. Während der Feudalzeit gehörte der Ort, dessen Mittelpunkt die Burg Eynatten war, zur Hochbank Walhorn. Die erste urkundliche Erwähnung geht zurück auf das Jahr 1213. Zwischen 1500 und 1700 siedelten sich in Eynatten, ähnlich wie im nahegelegenen Raeren, zahlreiche Töpferfamilien an, die die wirtschaftliche Entwicklung des Ortes bestimmten.

## Sehenswürdigkeiten
- Die Ruine des befestigten Wohnturmes von Burg Raaf im Weiler Berlotte.
- Das von einem Wassergraben umgebene Haus Amstenrath, das erstmals 1430 erwähnt wurde.
- Das ebenfalls von einem Wassergraben umgebene Vlattenhaus. Nach einem 1944 erfolgten Bombenvolltreffer zur Ruine verfallen, wurde es Ende der 1990er Jahre unter Aufsicht der Denkmalschutzbehörde mit modernen Stilelementen wieder hergerichtet.[1]
- Das Haus Lambertz, erbaut in barockem Bruchsteinmauerwerk aus dem Jahr 1734 und das Spukhaus; dem Volksmund nach sollen in alter Zeit hier Gespenster ihr Unwesen getrieben haben.
- Die Kirche St. Johannes der Täufer im Dorfzentrum
- die zur Pfarre gehörende Brigidakapelle im Ortsteil Berlotte
- die an der deutsch-belgischen Grenze Banneux-Kapelle im Ortsteil Belgisch-Lichtenbusch, deren Bau unter anderem durch „Strafgelder“ für öffentliches Fluchen in der Dorfgaststätte Radermacher von Bürger beiderseits der Grenze finanziert worden war, weswegen sie im Volksmund auch „Leck-mich-am-Arsch-Kapelle“ genannt wird.
- Wegekreuze und Bildstöcke in Eynatten

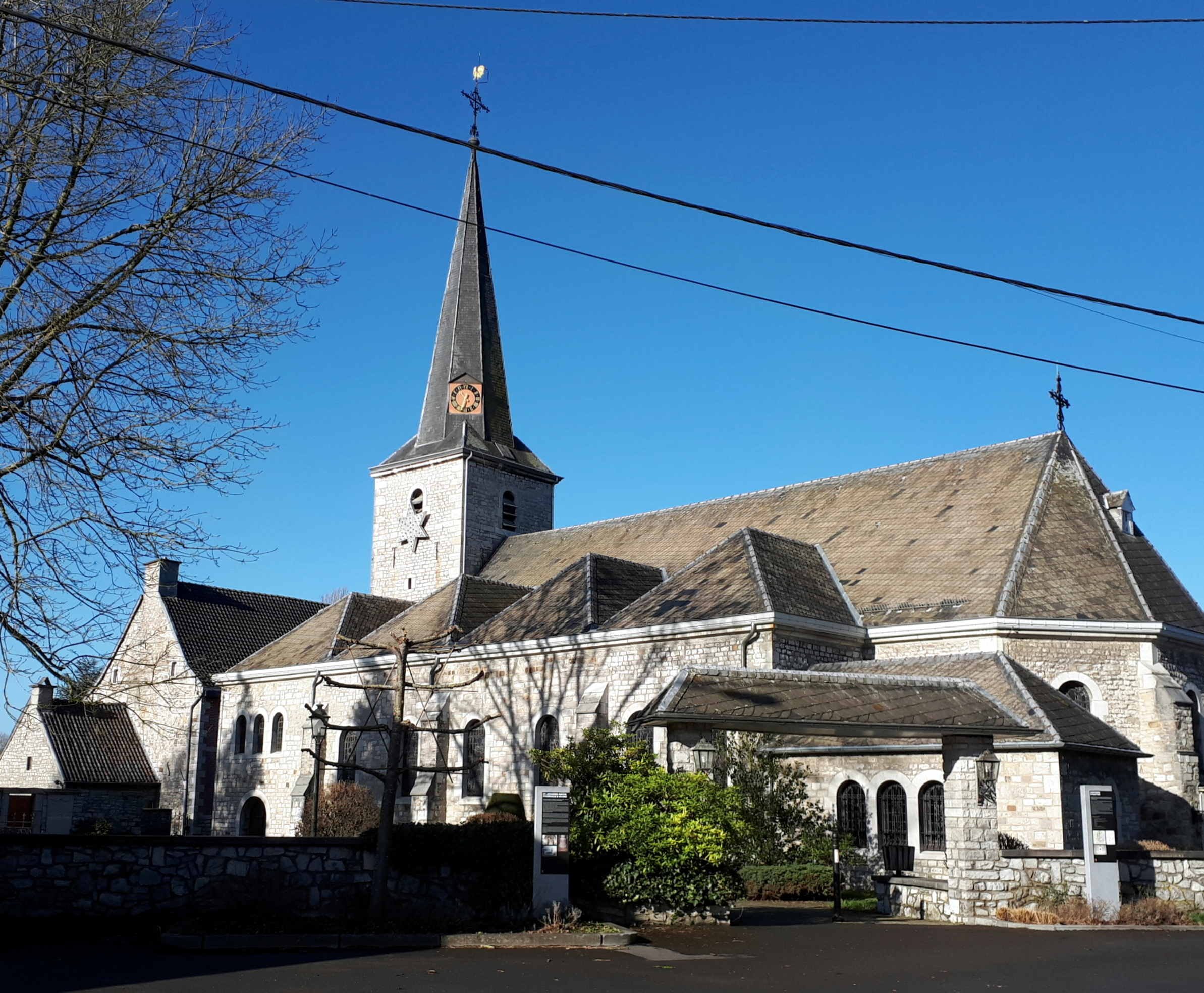
Johannes-der-Täufer-Kirche
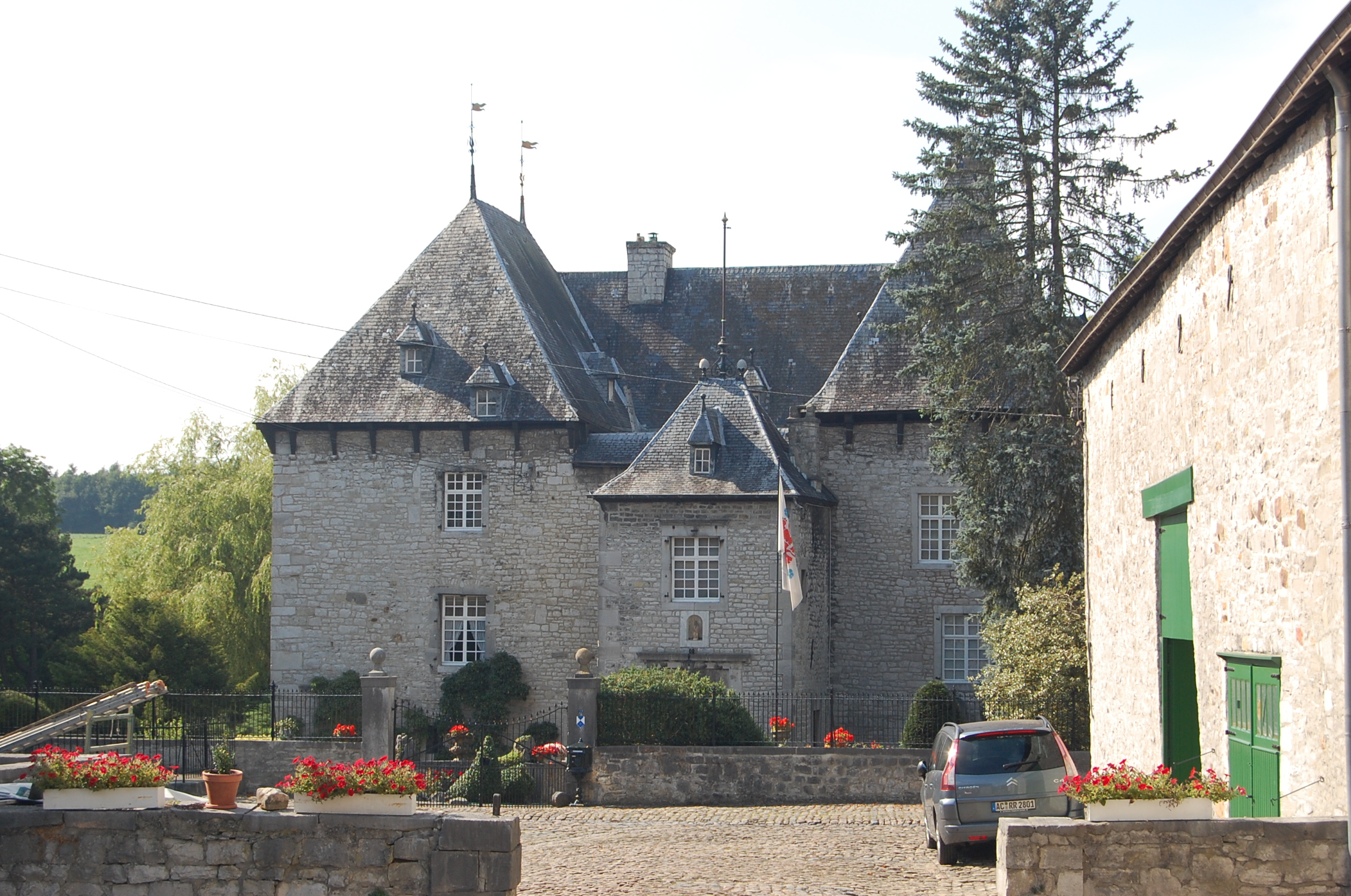
Haus Amstenrath
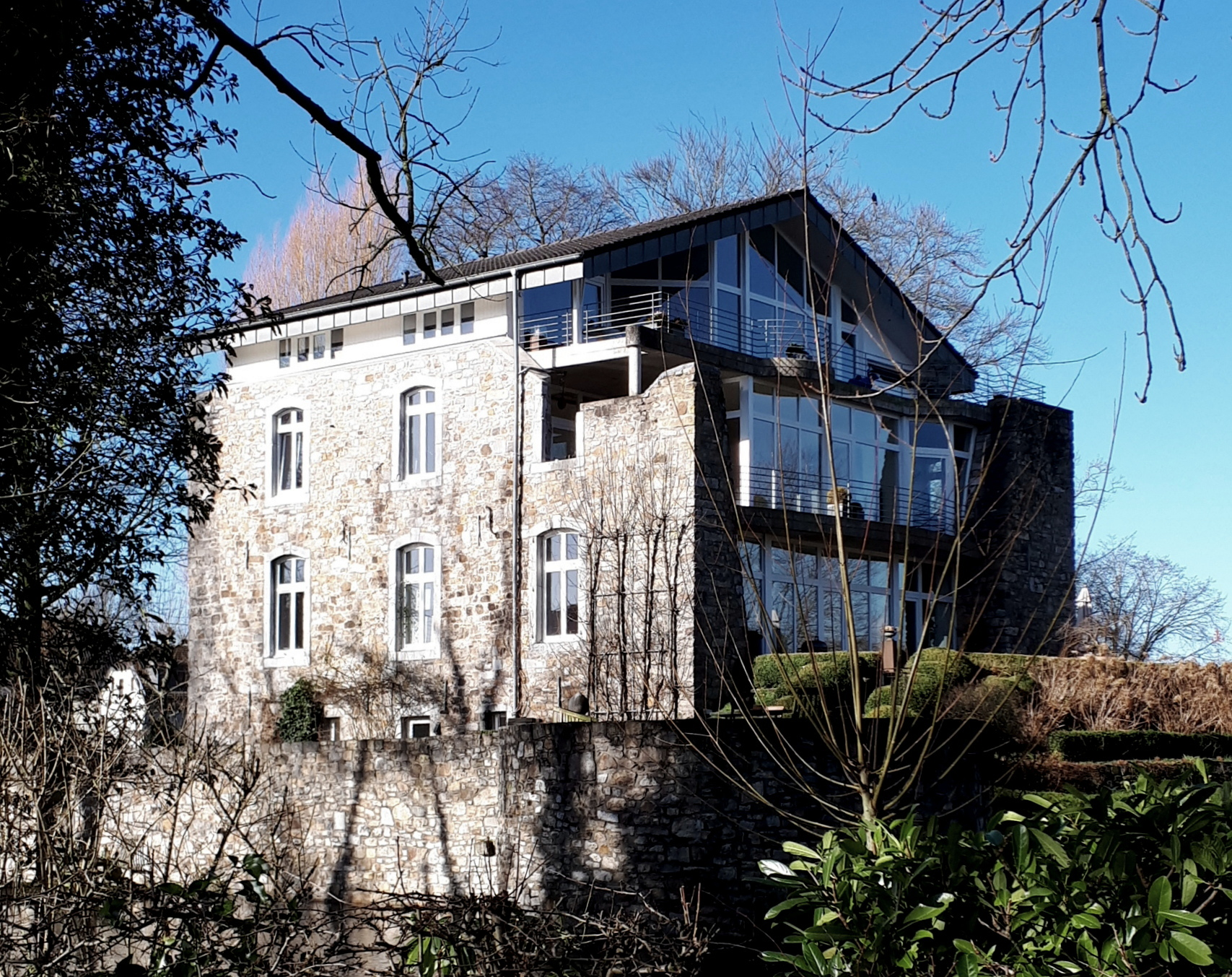
Vlattenhaus
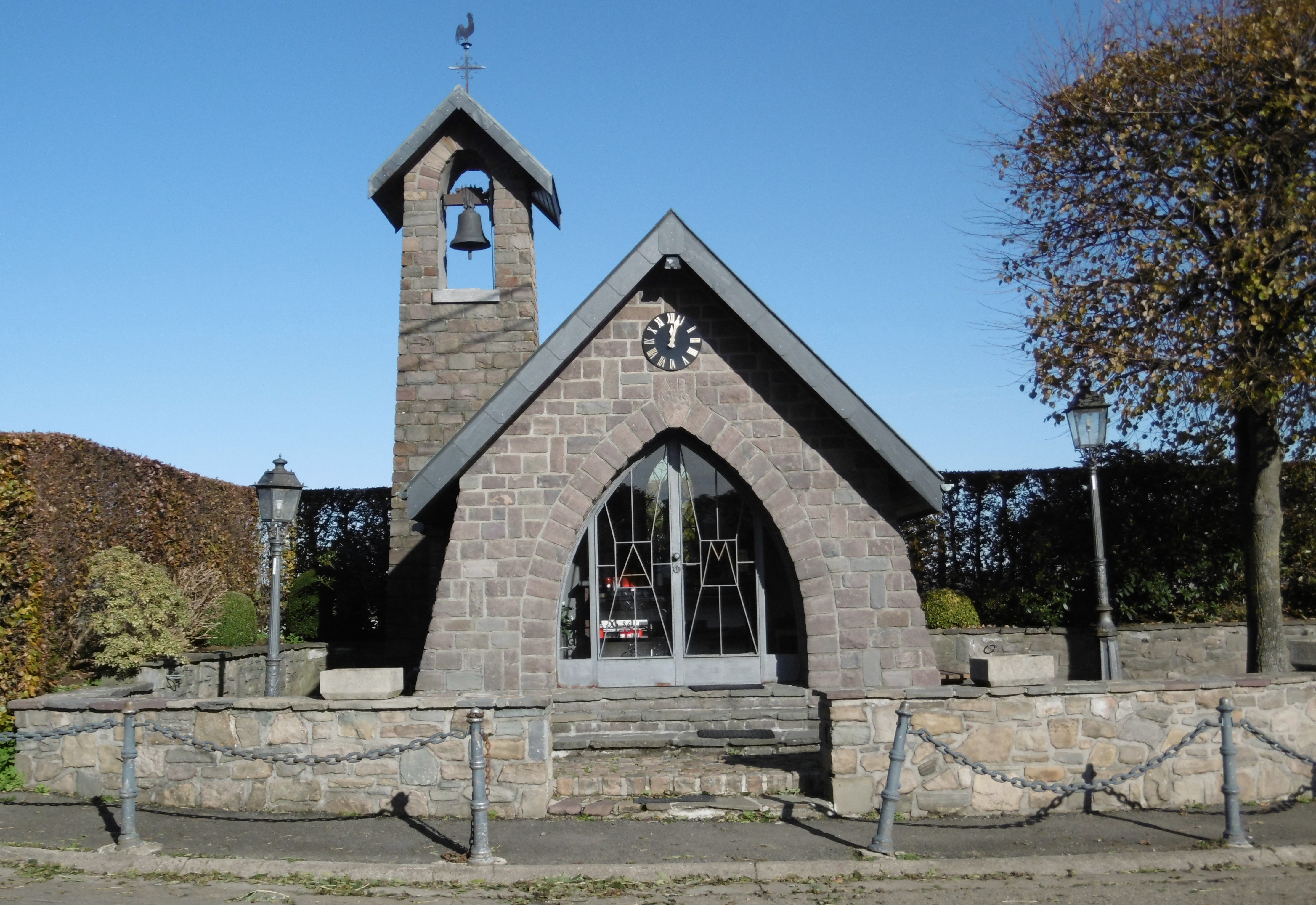
Banneux-Kapelle am Ortsfriedhof
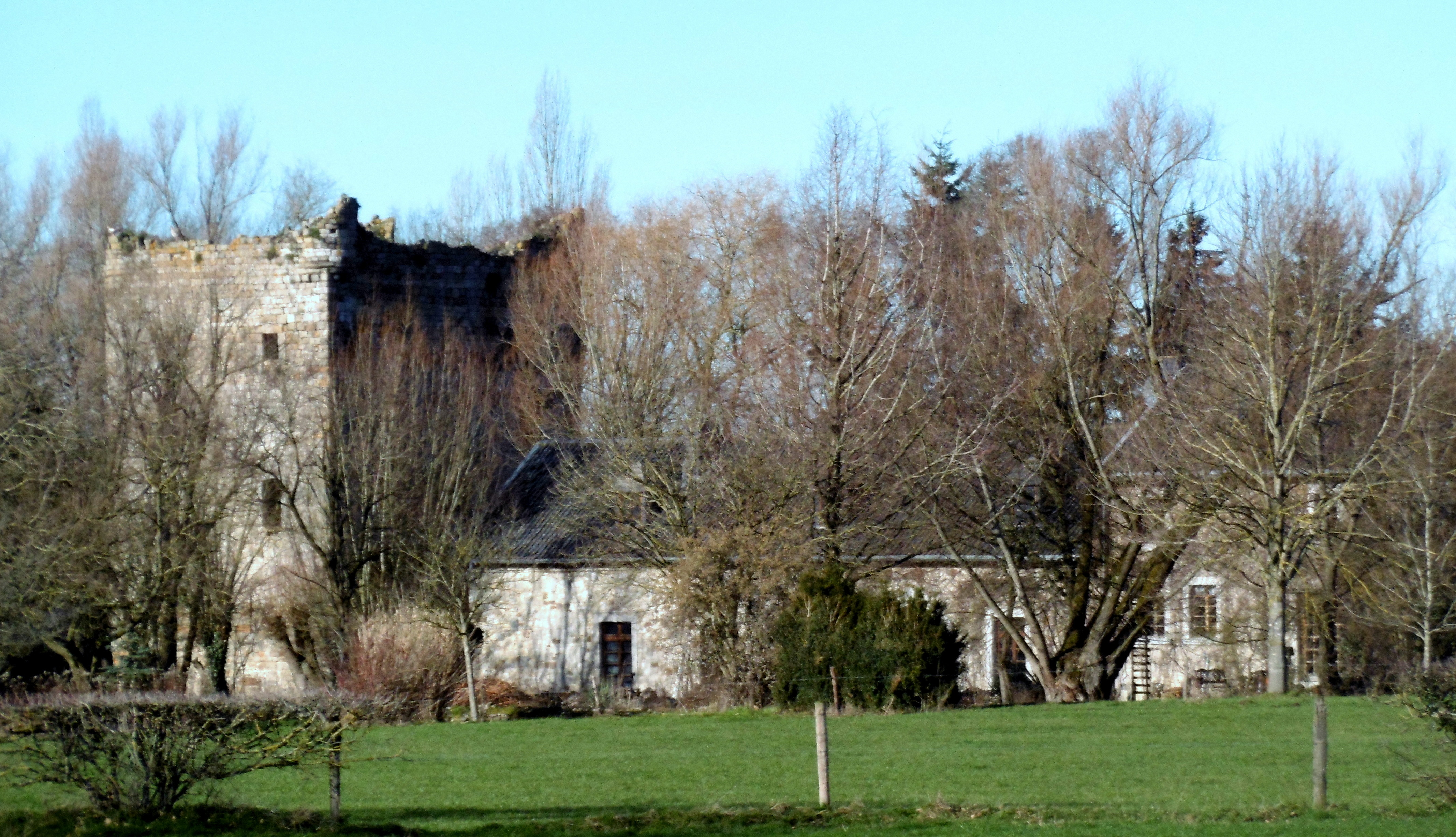
Burg Raaf
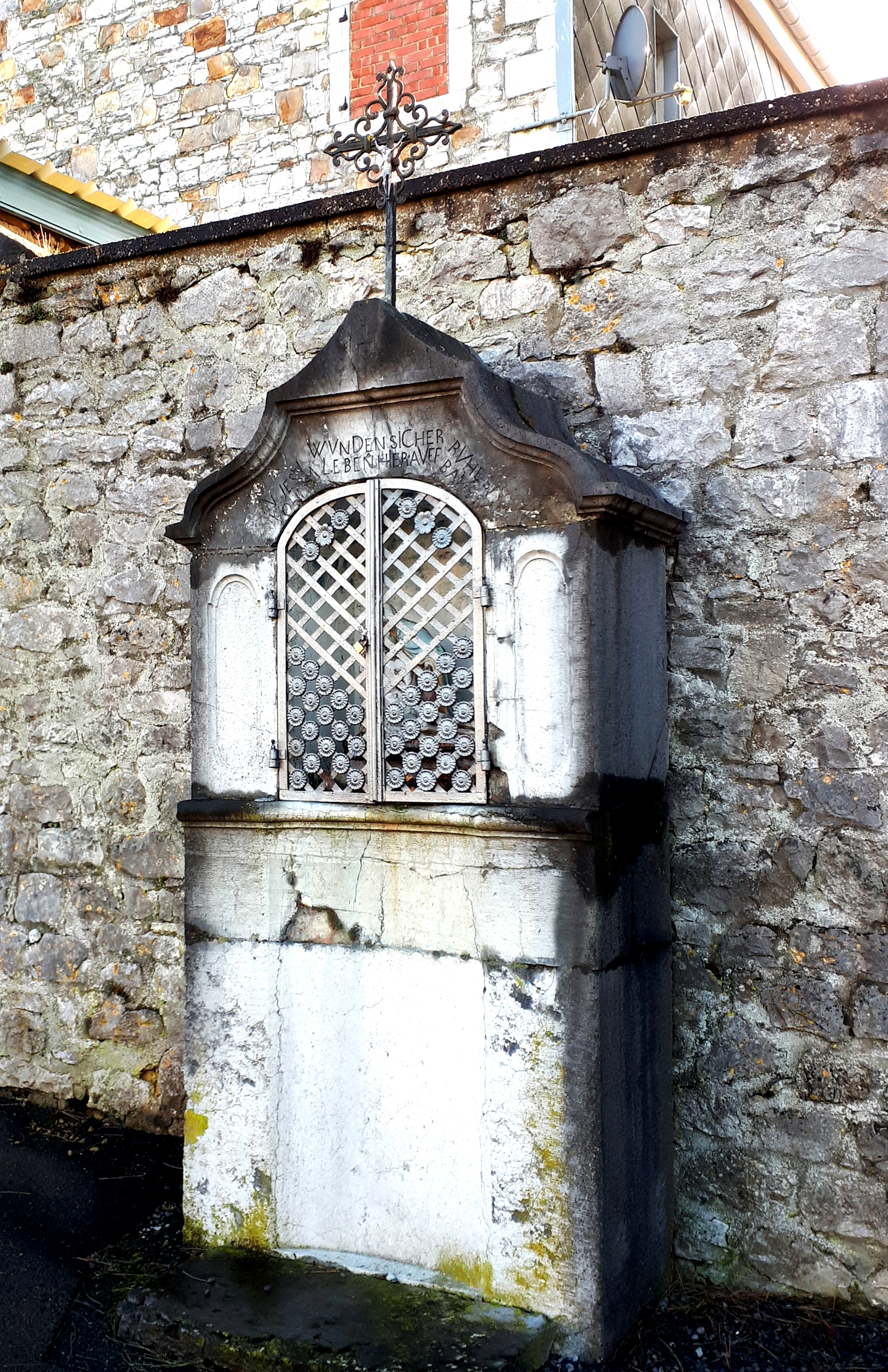
Bildstock 1729

## Verkehr
Die Buslinien 14 und 722 verbinden den Ort mit Raeren, Eupen und Aachen.
| Linie | Betreiber   | Verlauf |
| ----- | ----------- | --- |
| 14    | ASEAG / TEC | Aachen Bushof – Elisenbrunnen – Misereor – Aachen Hbf – Burtscheid Hauptstr. – Diepenbenden – Linzenshäuschen – Köpfchen Grenze (D) – (Hauset (B) –) Eynatten (B) – (Raeren –) Kettenis – Eupen (AVV-Tarif gilt nur im deutschen Streckenabschnitt) |
| 722   | TEC         | Lichtenbusch Grenze (B) / (Köpfchen Grenze (D) – Hauset (B)) – Eynatten (B) – (Roetgen (D) –) Raeren (B) – Kettenis – Eupen (AVV-Tarif gilt nur in deutschen Streckenabschnitten)                                                                   |

## Sport
Besonders bekannt ist der frühere belgische Handball-Erstligist HC Eynatten, der schon mehrfach belgischer Meister wurde (Belgischer Meister 2000, 2001 und 2002; Vizemeister 2003; Pokalsieger 2000; Pokalfinalist 2006). Darüber hinaus ist der KSK 47 Eynatten in der Ortschaft beheimatet, der insgesamt sieben Mal belgischer Meister im Schach wurde.